# 黑风河
黑风河，也称慧温高勒，位于中华人民共和国内蒙古自治区境内，是滦河左岸支流。发源于内蒙古锡林郭勒盟正蓝旗桑根达来镇毛哈尔布拉格以北1千米处，上中游位于沙地草原，无明显河床，丰水期在草地低洼处形成多个湖泊，大水年份流入中下游河道，和热木图以下河道均有清水，河道逐渐明显，东南流至宽道口后逐渐转南流，成为正蓝旗与多伦县之间的界河，于多伦县蔡木山乡赵家营子以西汇入滦河。河长77.2千米，流域面积1618.28平方千米。